# Враголан (лист 1903)
Враголан (лист, 1903) – лист за шалу и сатиру – излазио је недељом, од 1. јуна 1903 (број 1) до 14. септембра 1903. године (број 18), димензије 43 x 30 цм. 

## О часопису
Лист Враголан је покренуо у Београду Никола Ж. Христић, власник, са одговорним уредником Р. Поповићем. Лист је од Христића преузео, као уредник, Димитрије Мита Аврамовић Муња. Лист је био народњачки оријентисан, и блиско је сарађивао са сродним листом Брка. Могуће је да су имали исте сараднике. Слично другим листовима покренутим после атентата на последњег Обреновића, истицали су "народну свест", као "радикални лек" против "гамади" односно политичара Владана Ђорђевића, Вукашина Петровића, Николе Пашића. Аустрију су означавали на првом месту као спољашњег непријатеља.
Није познато зашто је овај лист, наклоњен Самосталној радикалној странци, излазио само неколико месеци.
Сарадници листа Враголан објављивали су бројне сатиричне песме, афоризме и карикатуре. 

### Карикатуре
Листови Брка и Враголан имали су исте сараднике карикатуристе, мада су у Враголану карикатуре објављиване анонимно. 
На карикатури "Одби се, море!" поручује се Аустрији: "Куда си, море пријо, кидисала као луда! Остави нас амо да ми сами наше послове посвршавамо. Не бацај угарак код нас, него граби воду па гаси код тебе; зар не видиш да ти куће гору!"
Такве поруке нису озбиљно схватане у Аустрији, али потврдиће се, и те како, смисао Враголанове поруке: пожар Великог рата - уједно и почетак пропасти Аустријског царства.

### Афоризми
У овом часопису су афоризми објављивани у форми "нових клетви" - као што су:

"Да Бог да ти кредитори веровали као народ либералима",

"Да Бог да ти жена била верна као напредњаци радикалима";

"Да Бог да био омиљен као Вукашин Петровић у народу";

"Да Бог да ти се деца обрадовала као Србија доласком др Владана (Ђорђевића)".

Те 1903. године била је позната велика непопуларност поменутих личности.